# Baoulé (Bakoye)
Der Baoulé (französisch Fleuve Baloué von Mandingo für ‚Roter Fluss‘) ist ein Fluss in Mali in Westafrika. Er fließt von seiner westlich von Bamako gelegenen Quelle zur Mündung in den Bakoye bei Toukoto, einem  der beiden Quellflüsse des Senegal.

## Name
In den Mandigo-Sprachen steht Baloué für ‚Roter Fluss‘, Bakoye für ‚Weißer Fluss‘ und Bafing für ‚Schwarzer Fluss‘.

## Verlauf
Der Baloué entspringt in der Nähe der Grenze zu Guinea, 120 km südwestlich von Bamako. Er verläuft zunächst 200 Kilometer nach Norden, dann wendet er sich nach Westen. Sein Verlauf ist über die gesamte Länge in Mäandern gewunden, auf einer Teilstrecke liegt südlich davon der Nationalpark Boucle du Baoule.
Im unteren Teil seines Laufes fließt er in Richtung Südwesten. Schließlich mündet er bei Toukoto von rechts in den Bakoye, was dessen Durchflussmenge nahezu verdoppelt.
Seine Länge beträgt etwa 550 km. Er ist nicht schiffbar.

## Saisonale Durchflussmenge
Ähnlich wie beim Bakoye variiert die Durchflussmenge im Verlauf des Jahres sehr stark. Aufgrund von am Bakoye in Toukoto und in Oualia gemessenen und dann auf den Baloué extrapolierten Werten, beträgt die minimale Durchflussmenge in den Monaten im April und Mai weniger als 0,1 m³/s (100 Liter/Sekunde), im Dezember bis Juni weniger als 7 m³/s (7000 Liter/Sekunde), steigt ab Juli bis auf einen Spitzenwert von 314 m³/s (314.000 Liter/Sekunde) im September an und fällt dann bis November wieder auf weniger als 36,2 m³/s (36.200 Liter/Sekunde) ab.